# Dextran-Epichlorhydrin-Copolymer
Ein Dextran-Epichlorhydrin-Copolymer ist ein Copolymer aus Dextran und Epichlorhydrin, das in der Biochemie für verschiedene Varianten der Chromatographie verwendet wird.

## Eigenschaften
Dextran-Epichlorhydrin-Copolymere werden durch Vernetzung des biogenen Homoglykans Dextran aus Leuconostoc mesenteroides mit Epichlorhydrin erzeugt, woraufhin es mit wässrigen Lösungen ein relativ formstabiles Gel und recht einheitlichen Porengrößen ausbildet. Die eingesetzte Menge an Epichlorhydrin bestimmt den Vernetzungsgrad und somit auch die Porengröße des Dextran-Epichlorhydrin-Copolymers. Je nach Porengröße besitzen die Gele Trennbereiche für Moleküle unterschiedlicher Größe. Nach der Vernetzung wird das getrocknete Gel gemahlen und nach Korngröße getrennt, so dass die entwässerten Gelpartikel meistens eine Größe zwischen 40 und 150 Mikrometer aufweisen.
Trennbereich bei der Gelpermeationschromatographie
| Geltyp | Trennbereich in Da |
| ------ | ------------------ |
| G-10   | ≤700               |
| G-15   | ≤1500              |
| G-25   | 1000–5000          |
| G-50   | 1500–30,000        |
| G-75   | 3000–80,000        |
| G-100  | 4000–150,000       |
| G-150  | 5000–300,000       |
| G-200  | 5000–600,000       |

## Anwendungen
Dextran-Epichlorhydrin-Copolymere werden unter anderem als stationäre Phase in der Gelchromatographie verwendet. Dextran-Epichlorhydrin-Copolymere werden in der Affinitätschromatographie, zur Immunpräzipitation sowie mit weiteren ionischen funktionellen Gruppen versehen in der Ionenaustauschchromatographie und der Metall-Chelat-Affinitätschromatographie eingesetzt. Dextran-Epichlorhydrin-Copolymere werden teilweise unter dem Markennamen Sephadex (ursprünglich von Pharmacia) vertrieben. Die Gele können nach entsprechender Modifizierung auch für die lipophile Gelchromatographie mit organischen Lösungsmitteln verwendet werden. Diese eignen sich auch zur Abtrennung von niedermolekularen Verbindungen wie den Antioxidantien BHA oder BHT aus triglyceridhaltigen Untersuchungsmaterialien.

## Geschichte
Dextran-Epichlorhydrin-Copolymere wurden ab 1957 durch Jerker Porath und Per Flodin entwickelt und zur Gelpermeationschromatographie eingesetzt.